# 추심명령
추심명령(推尋命令)은 특별한 절차없이 채무자가 그를 대신해서 직접 추심할 권리를 집행채권자에게 주는 집행법원의 결정이다. 즉 채무자가 제3채무자에 대하여 가지고 있는 채권을, 대위절차 없이 채무자에 갈음하여 직접 추심할 권리를 집행채권자에게 부여하는 집행법원의 결정을 말한다.
추심명령은 제3채무자와 채무자에게 송달하여야 하고, 제3채무자에 대한 송달이 있으면, 추심의 효력이 생긴다(민사소송법 제563조 제4항·제561조 제2항·제3항). 압류한 금전채권에 대해 압류채권자는 추심명령 신청을 할 수 있고, 추심명령이 있으면 압류채권자는 대위절차 없이 압류채권의 지급을 받을 수 있다(민사소송법 제563조 제1항·제2항).
chang591219@hanmail.net 